# Rising Force
| Críticas profissionais                                                      | Críticas profissionais |
| Avaliações da crítica                                                       | Avaliações da crítica  |
| Fonte                                                                       | Avaliação              |
| --------------------------------------------------------------------------- | ---------------------- |
| Allmusic                                                                    | link                   |
| Sputnik Music                                                               | link                   |
| Esta tabela precisa de ser acompanhada por texto em prosa. Consulte o guia. |                        |

Rising Force é um álbum de heavy metal neoclássico lançado em 1984. Considerado um dos melhores álbuns de guitarra solo do mundo, foi o primeiro disco da carreira de Yngwie Malmsteen. Chegou ao número 60 da parada da Billboard, uma marca impressionante para um disco que era praticamente todo voltado à guitarra e que não teve nenhum tipo de apoio comercial. Esse trabalho valeu a Yngwie uma indicação para o Grammy na categoria "melhor performance de rock instrumental".
Rising Force é amplamente considerado um disco seminal para os gêneros shred e metal neoclássico.

## Músicas
| N.º | Título                                                                         | Duração |  |
| 1.  | "Black Star"                                                                   | 4:53    |  |
| 2.  | "Far Beyond The Sun"                                                           | 5:52    |  |
| 3.  | "Now Your Ships Are Burned"                                                    | 4:11    |  |
| 4.  | "Evil Eye" (baseado em "Bourree" de Johann Krieger)                            | 5:14    |  |
| 5.  | "Icarus Dream Suite Op. 4" (baseado em "Adagio in G minor" de Tomaso Albinoni) | 8:33    |  |
| 6.  | "As Above, So Below"                                                           | 4:39    |  |
| 7.  | "Little Savage"                                                                | 5:22    |  |
| 8.  | "Farewell"                                                                     | 0:49    |  |

## Créditos
Banda
- Yngwie Malmsteen— Guitarras e baixo
- Barriemore Barlow — Bateria
- Jens Johansson — Teclado
- Jeff Scott Soto — Vocais

Produção
- Yngwie J. Malmsteen  –  produtor
- Les Claypool   –   engenheiro
- Peter Vargo   –   engenheiro
- John Harrell   –   fotógrafo

## Performance nas paradas
| Ano  | Parada musical       | Posição |
| ---- | -------------------- | ------- |
| 1985 | Swedish albums chart | 14      |
| 1985 | Billboard 200        | 60      |

## Honras
| Evento                    | Premiação                          | Resultado |
| ------------------------- | ---------------------------------- | --------- |
| 28th Annual Grammy Awards | Best Rock Instrumental Performance | Nomeado   |